# Gerald Kamber
Gerald Kamber (* 15. März 1925 in Asbury Park, New Jersey; † 30. Oktober 2014 in Loch Arbour, New Jersey) war ein US-amerikanischer Romanist, Französist und Italianist.

## Leben und Werk
Kamber, der von Aschkenasim abstammte, tat von 1943 bis 1946 Kriegsdienst im United States Marine Corps. Dann studierte er an der Rutgers University (B. A. 1950), am Middlebury College (M. A. 1952), sowie 1951 in Paris und Florenz. Er setzte sein Studium in Baltimore fort, u. a. bei Henry Carrington Lancaster und Leo Spitzer. Von 1959 bis 1962 unterrichtete er Französisch und Italienisch am Goucher College in Baltimore. 1962 wurde er an der Johns Hopkins University in Baltimore promoviert mit der Arbeit Max Jacob. Clown and convert (erschienen u. d. T. Max Jacob and the poetics of cubism, Baltimore/London, Johns Hopkins Press, 1971). Von 1962 bis 1969 lehrte er als Associate Professor für romanische Sprachen am Bowdoin College, von 1969 bis 1972 an der Kent State University und von 1972 bis 1976 an der State University of New York at Potsdam.  Dann war er bis zu seiner Emeritierung Professor für Romanistik am Trinity College (Connecticut) in Hartford (Connecticut). Von 2002 bis 2010 unterrichtete er Englisch als Zweitsprache am Brookdale Community College in Long Branch (New Jersey) und in Neptune.